# إريك بويكو
اريك بويكو هو شخصية أعمال كندي، ولد في 1970 في مونتريال في كندا.